# Beaumont-les-Autels
Beaumont-les-Autels és un municipi francès, situat al departament de l'Eure i Loir i a la regió de Centre – Vall del Loira. L'any 2007 tenia 499 habitants.

## Demografia

### Població
El 2007 la població de fet de Beaumont-les-Autels era de 499 persones. Hi havia 200 famílies, de les quals 72 eren unipersonals (32 homes vivint sols i 40 dones vivint soles), 56 parelles sense fills, 64 parelles amb fills i 8 famílies monoparentals amb fills.
La població ha evolucionat segons el següent gràfic:
Habitants censats

### Habitatges
El 2007 hi havia 272 habitatges, 206 eren l'habitatge principal de la família, 44 eren segones residències i 22 estaven desocupats. 266 eren cases i 6 eren apartaments. Dels 206 habitatges principals, 147 estaven ocupats pels seus propietaris, 55 estaven llogats i ocupats pels llogaters i 4 estaven cedits a títol gratuït; 1 tenia una cambra, 18 en tenien dues, 39 en tenien tres, 60 en tenien quatre i 88 en tenien cinc o més. 171 habitatges disposaven pel capbaix d'una plaça de pàrquing. A 99 habitatges hi havia un automòbil i a 79 n'hi havia dos o més.

### Piràmide de població
La piràmide de població per edats i sexe el 2009 era:
| Homes | Edats   | Dones |
| ----- | ------- | ----- |
| 0     | 95 o +  | 0     |
| 0     | 90 a 94 | 0     |
| 8     | 85 a 89 | 4     |
| 4     | 80 a 84 | 12    |
| 4     | 75 a 79 | 24    |
| 16    | 70 a 74 | 24    |
| 0     | 65 a 69 | 8     |
| 4     | 60 a 64 | 8     |
| 16    | 55 a 59 | 4     |
| 12    | 50 a 54 | 20    |
| 8     | 45 a 49 | 12    |
| 16    | 40 a 44 | 24    |
| 20    | 35 a 39 | 12    |
| 4     | 30 a 34 | 12    |
| 24    | 25 a 29 | 12    |
| 16    | 20 a 24 | 12    |
| 8     | 15 a 19 | 16    |
| 16    | 10 a 14 | 32    |
| 8     | 5 a 9   | 24    |
| 12    | 0 a 4   | 24    |

## Economia
El 2007 la població en edat de treballar era de 323 persones, 220 eren actives i 103 eren inactives. De les 220 persones actives 196 estaven ocupades (113 homes i 83 dones) i 24 estaven aturades (10 homes i 14 dones). De les 103 persones inactives 24 estaven jubilades, 52 estaven estudiant i 27 estaven classificades com a «altres inactius».

### Ingressos
El 2009 a Beaumont-les-Autels hi havia 201 unitats fiscals que integraven 457 persones, la mediana anual d'ingressos fiscals per persona era de 16.530 €.

### Activitats econòmiques
Dels 24 establiments que hi havia el 2007, 2 eren d'empreses alimentàries, 1 d'una empresa de fabricació d'altres productes industrials, 5 d'empreses de construcció, 6 d'empreses de comerç i reparació d'automòbils, 1 d'una empresa d'hostatgeria i restauració, 1 d'una empresa financera, 5 d'empreses de serveis, 2 d'entitats de l'administració pública i 1 d'una empresa classificada com a «altres activitats de serveis».
Dels 10 establiments de servei als particulars que hi havia el 2009, 1 era una oficina bancària, 1 taller de reparació d'automòbils i de material agrícola, 1 paleta, 3 fusteries, 1 lampisteria, 1 perruqueria, 1 veterinari i 1 restaurant.
Dels 4 establiments comercials que hi havia el 2009, 1 era una botiga de més de 120 m², 1 una botiga de menys de 120 m² i 2 carnisseries.
L'any 2000 a Beaumont-les-Autels hi havia 9 explotacions agrícoles.

## Equipaments sanitaris i escolars
El 2009 hi havia una escola elemental integrada dins d'un grup escolar amb les comunes properes formant una escola dispersa.

## Poblacions més properes
El següent diagrama mostra les poblacions més properes.